# FTSV Fichte Bielefeld
Der FTSV Fichte Bielefeld (offiziell: Freie Turn- und Sportvereinigung Fichte Bielefeld e.V.) war ein Sportverein aus Bielefeld. Die erste Fußballmannschaft nahm einmal an der deutschen Meisterschaft des Arbeiter-Turn- und Sportbundes (ATSB) teil.

## Geschichte
Der Verein war in dem östlichen Bielefelder Stadtbezirk Sieker zu Hause, in dem traditionell viele Industriearbeiter wohnten. Das genaue Gründungsdatum des Vereins ist nicht bekannt. In den Anfangsjahren wurde bei Fichte geturnt, es gab aber auch eine Theatergruppe, eine Blaskapelle sowie ein Trommel- und Pfeifenkorps. Im Jahre 1912 gründete der Verein schließlich eine Fußballabteilung. Anfangs spielten Fichtes Fußballer am Stadtholz, bevor später der als Gaunerplatz bezeichnete Sportplatz am Wiehagen genutzt wurde.
Die Fußballabteilung nahm am Spielbetrieb des ATSB teil und wurde im Jahre 1929 zunächst Bielefelder Bezirksmeister und später nach einem 4:0-Sieg gegen die FT Frisch Auf Delmenhorst Meister des 11. Kreises. Damit waren die Bielefelder für die Deutsche ATSB-Meisterschaft 1929 qualifiziert, wo Fichte auf Lorbeer 06 Hamburg um Erwin Seeler, dem Vater von Uwe Seeler, traf. Die Bielefelder führten vor 5.000 Zuschauern in Hamburg bis zehn Minuten vor dem Abpfiff mit 2:1, verloren aber dann noch unglücklich mit 2:3. Auch in den folgenden Jahren war Fichte auf lokaler Ebene erfolgreich und wurde 1932 und 1933 erneut Bielefelder Bezirksmeister.
Mit Karl Beckmann und Jack Holtkamp stellte der FTSV Fichte zwei deutsche Arbeiternationalspieler. Beide kamen jeweils zweimal zum Einsatz. Mit der Machtergreifung der Nationalsozialisten am 30. Januar 1933 wurde das Ende des Vereins eingeleitet. Am 15. Mai 1933 wurde der FTSV Fichte Bielefeld aufgelöst. Der Großteil der Mitglieder trat daraufhin dem bürgerlichen Lokalrivalen Bielefelder SpVgg bei. Nach dem Ende des Zweiten Weltkrieges im Jahre 1945 wurde der FTSV Fichte neu gegründet, fusionierte aber bereits nach kurzer Zeit mit der Bielefelder SpVgg zur SpVgg Fichte Bielefeld. Dieser fusionierte wiederum am 1. Juli 1999 mit dem VfB 03 Bielefeld zum VfB Fichte Bielefeld.